# Cameia-Nationalpark
Der Cameia-Nationalpark (portugiesisch: Parque nacional da Cameia) im Osten von Angola ist mit 14.450 km² einer der größeren Nationalparks des Landes. Er wurde bereits 1938 als Jagdreservat gegründet und gehört damit zu den ältesten Schutzgebieten Angolas. Den Schutzstatus eines Nationalparks bekam das Gebiet 1957.

## Lage und Naturraum
Der Nationalpark besteht aus weiten Ebenen, die regelmäßig überschwemmt werden. Die Vegetation besteht aus Miombo, einem im südlichen Afrika weit verbreiteten Trockenwald.
Der Nationalpark wird im Osten durch die Flüsse Chifumage und Sambesi, im Süden durch den Luena und im Nordwesten durch die Benguelabahn begrenzt. Die nächsten Städte sind Lumeje, das auch Cameia genannt wird, am nordwestlichen Rand des Nationalparks liegt und dem Nationalpark seinen Namen gab, und Luena, das etwa 100 km westlich der Nationalparkgrenze liegt.

## Fauna
In dem Nationalpark leben viele Antilopen. Zu den Säugetieren im Park gehören u. a. Löwe, Tüpfelhyäne, Leopard, Gepard, Flusspferd, Pinselohrschwein, Pferdeantilope, Letschwe, Großriedbock und Tsessebe.